# Tappberg

Tappberg, Wirtschaftsgebäude

Tappberg ist ein Gemeindeteil der Stadt Dorfen im oberbayerischen Landkreis Erding.

## Lage
Die Einöde Tappberg liegt in der Luftlinie 600 Meter nordöstlich vom Dorfzentrum von Grüntegernbach und 6 Kilometer von Dorfen. 

## Bevölkerungsentwicklung
Um 1871 gab es in Tappberg elf Einwohner. Im Mai 1987 lebten dort drei Einwohner in einem Wohngebäude.
| Jahr      | 1871 | 1925 | 1950 | 1970 | 1987 |
| Einwohner | 11   | 7    | 7    | 5    | 3    |